# Интерферон альфа-2b
Интерфероны (ИФН) — это мультигенное семейство индуцируемых цитокинов, которые вырабатываются в ответ на стимуляцию определенными вирусами, бактериями, антигенами и митогенами. Интерфероны обычно делят на два типа: ИФН I типа и ИФН II типа (Сэмюэл 2001). ИФН I типа также известны как вирусные интерфероны и включают в себя ИФН-α, ИФН-β, ИФН-ω, ИФН-ϵ, ИФН-ν и ИФН-κ. Они считаются первой линией защиты иммунной системы хозяина от инфекционных агентов и развития опухолей (Салункхе и др. 2010). Интерферон II типа, также известный как иммунный интерферон, включает в себя интерферон-γ и индуцируется митогенными или антигенными стимулами (Пестка 2007).
Интерферон альфа-2b (IFNα-2b, ИФНα-2b) — По своей биологической функции относится к цитокинам. По химической структуре - негликированный белок, состоящий из 165 аминокислот, имеет молекулярную массу 19240 Да. Изоэлектрическая точка находится в пределах рН 5,8-6,3. . Содержит в своем составе три остатка цистеина, которые принимают участие в формировании пространственной структуры молекулы, за счет образования ковалентных связей друг с другом (дисульфидные связи). А именно, цистеин в положении 98 имеет две дисульфидные связи, первая с цистеином в положении 2 и вторая с цистеином в положении 29.

## Фармакологические свойства препарата
Согласно инструкции к лекарственному средству Бинноферон Альфа

### Фармакодинамика
Активность интерферона альфа-2b составляет {\displaystyle 2{,}6\cdot 10^{8}~{\text{ME}}} (международных единиц) для 1 мг препарата.
Интерферон альфа-2b оказывает антипролиферативное действие в отношении культуры клеток человека и животных, а также в отношении ксенотрансплантатов опухолей человека и животных. In vitro показана иммуномодулирующая активность.
Показана противовирусная активность in vitro и in vivo, хотя механизм её неясен — предположительно, препарат изменяет метаболизм клеток организма.

### Фармакокинетика
Фармакокинетику интерферона альфа-2b изучали у здоровых добровольцев.
Препарат вводили подкожно (5 и 10 млн МЕ), внутримышечно (5 млн МЕ) и внутривенно (5 млн МЕ в течение 30 минут). При дозе 5 млн МЕ максимальная сывороточная концентрация достигалась через 3−12 ч, период полувыведения составил 2−3 ч, концентрация в крови становилась ниже предела обнаружения через 16 ч. При дозе 10 млн МЕ подкожно максимальная концентрация — 6−8 ч, полувыведение — 6−7 ч, не обнаруживается в крови — 24 ч. При внутривенном введении максимальная концентрация достигалась в конце инфузии, быстро снижалась, период полувыведения — 2 ч, не определялась через 4 ч после окончания инфузии.
В клинических исследованиях определяли содержание антител, нейтрализующих противовирусную активность интерферона в сыворотке крови. Частота выявления таких антител составляла 2,9 % у онкологических больных и 6,2 % у больных хроническим гепатитом. Титр антител был низким, не было потери иммунного ответа (скорее всего связано с низким титром антител), не наблюдались аутоиммунные реакции.
В клиническом исследовании с участием 670 беременных с инфекционными воспалительными заболеваниями применялись ректальные свечи «Виферон», содержащие 150 000 ME и 500 000 ME альфа-2-интерферона, при этом обнаружено повышение концентрации сывороточного интерферона в течение 12 ч после введения первой дозы с тенденцией к снижению его концентрации в последующие 12 ч. Через 4 ч. после введения первой дозы препарата наблюдалось снижение концентрации интерферона в сыворотке крови с последующим подъёмом. Авторы предположили, что это свидетельствует о стимуляции выработки организмом собственного интерферона под воздействием препарата.

## Показания к применению
Хронический гепатит B и C, волосатоклеточный лейкоз, хронический миелолейкоз, множественная миелома, фолликулярная лимфома, метастатический рак почек, злокачественная меланома, карциноидные опухоли, болезнь Бехчета.

## Эффективность
В лечении простуды (лёгкой ОРВИ) бесполезен, эффективен только в профилактике при начале приёма до проявления симптомов заболевания, в пероральной профилактике гриппа низкими дозировками не имеет эффекта.
Инъекции интерферона альфа-2b могут приводить к серьёзным побочным эффектам, которые могут включать в себя инфекции, депрессию, ишемические или аутоиммунные расстройства.

### Макулодистрофия
Интерферон альфа-2a неэффективен при лечении неоваскулярной возрастной макулярной дегенерации (макулодистрофии). Вред от такого лечения превышает пользу.

### COVID-19
В неконтролируемом исследовании экспериментальная терапия интерфероном альфа-2b снижала вирусную нагрузку в верхних дыхательных путях, а также приводила к снижению длительности повышенных уровней интерлейкина-6 и С-реактивного белка в крови. Однако для подтверждения данных требуются дополнительные исследования.

## Альтернативные применения интерферона альфа-2b
В России и СНГ производится множество содержащих интерферон средств для местного применения с показаниями для лечения заболеваний вирусной и бактериальной природы: Виферон®, Гриппферон®, Герпферон®, Офтальмоферон®, Реаферон-Липинт®, Генферон® Лайт и др.
Такие препараты бездоказательно рекламируются, в частности, для применения при простуде и гриппе. ВОЗ подчёркивает, что не существует ни качественных клинических исследований эффективности, ни систематизированных наблюдений местного применения интерферонов при гриппе.
В экспериментах с применением интерферона альфа-2b при естественной и индуцированной простуде исследователи пришли к выводу об отсутствии лечебного эффекта. Одно из исследований применения назального спрея с рекомбинантным интерфероном альфа-2b показало, что при лечении простуды он не только не эффективен, но является токсичным и увеличивает шансы на развитие вторичной инфекции.

## Лекарственные средства

### Препараты для внутреннего введения
Препараты интерферона альфа-2b, предназначенные для внутримышечного, подкожного и внутривенного введения («Бинноферон Альфа», «Лайфферон», «Реаферон ЕС» и др.), предназначены для лечения вирусных гепатитов и онкологических заболеваний.

### Виферон
«Виферон» был разработан в 1990-е годы в НИИ эпидемиологии и микробиологии им. Н. Ф. Гамалеи группой под руководством проф. Валентины Малиновской. В 1996 году Малиновская вместе с мужем Евгением Малиновским (проф., засл. деятель науки и техники РСФСР, в 1991 году являлся сотрудником НПО строительного и дорожного машиностроения), создала ООО «Ферон» с производством на базе НИИ вирусологии. В 1998 году препарат был зарегистрирован в России (форма выпуска — ректальные суппозитории). В 2011 году препарат был включён в Перечень жизненно необходимых и важнейших лекарственных препаратов РФ на 2012 год с кодом L03AB (интерфероны).
В 2011 году выручка компании-производителя составила 2 млрд рублей. С 2014 по 2015 г. продажи «Виферона» выросли в полтора раза, бренд стал семнадцатым по стоимостному объёму продаж. Также в 2015 г. он был на 7 месте среди наиболее продаваемых лекарств в Казахстане. В 2019 году препарат получил премию «Russian Pharma Awards®» (эта частная премия присуждается по результатам опроса врачей), заняв первое место в номинации «Самый назначаемый противовирусный препарат для лечения ОРВИ для детей c первых дней жизни» .
Производитель указал в инструкции, что препарат обладает противовирусными, иммуномодулирующими, антипролиферативными свойствами, подавляет репликацию РНК- и ДНК-содержащих вирусов, и что он показан для лечения и профилактики ОРВИ, ларинготрахеобронхита и нескольких герпетических инфекций.
Виферон зарегистрирован в 12 странах: Россия, Азербайджан, Армения, Грузия, Казахстан, Киргизия, Молдова, Монголия, Таджикистан, Туркменистан, Узбекистан (Россия и граничащие с ней). В авторитетных международных научных журналах нет публикаций, доказывающих его эффективность. В России исследования проходили на базах клинических больниц, научно-исследовательских институтов, в том числе НИИ Педиатрии РАМН, а также высших медицинских образовательных учреждений. Во многих исследованиях принимала участие руководитель группы разработки препарата Валентина Малиновская.

### Гриппферон
Д. м. н., специалист по рефлексотерапии и акупунктуре Пётр Гапонюк запатентовал «Гриппферон» в 2000 году. О препарате положительно высказывался глава Роспотребнадзора Геннадий Онищенко. ЗАО «ФИРН М», созданная Гапонюком в 1989 г. и принадлежащая членам его семьи, выпускает мазь «Гриппферон».
Гриппферон распространён в России и Белоруссии. В международных рецензируемых журналах нет публикаций о его исследованиях. Производитель утверждает, что клинические и экспериментальные исследования «Гриппферона» проведены в 14 научно-исследовательских и клинических центрах России и Украины. Однако они не являются независимыми, в части исследований участвовал изобретатель «Гриппферона» Пётр Гапонюк, а проводил их ведомственный институт Роспотребнадзора. Независимые исследования не проводились.
В феврале 2015 г. объём продаж «Гриппферона» вырос на 76 %.

### Офтальмоферон
Глазные капли на основе рекомбинантного альфа-2b интерферона человека и Дифенгидрамина (димедрола). «Офтальмоферон» выпускает ЗАО «ФИРН М» семьи Петра Гапонюка, запатентовавшего «Гриппферон».
Согласно инструкции, «Офтальмоферон» обладает широким спектром противовирусной активности, оказывает иммуномодулирующее, антипролиферативное, противоаллергическое действия, уменьшает зуд и отёк конъюктивы.
В инструкции также указано отсутствие как побочных эффектов, так и сведений о передозировке. Отмечено, что препарат не проникает в кровь («ниже предела обнаружения»).